# Фусгёнхайм
Фусгёнхайм (нем. Fußgönheim) — община в Германии, в земле Рейнланд-Пфальц. 
Входит в состав района Рейн-Пфальц. Подчиняется управлению Максдорф.  Население составляет 2546 человек (на 31 декабря 2010 года). Занимает площадь 6,65 км².